# Chiesa Nuova
Pour les articles homonymes, voir Chiesanuova et Chiesa.
La Chiesa Nuova ou Santa Maria in Vallicella est une église de Rome, construite au XVIe siècle, à la suite de l'installation dans la « ville éternelle » de la congrégation de l'Oratoire, fondée par Philippe Néri.

## Église de la Nativité de la Vierge
Cet édifice est situé sur une légère dépression naturelle dans la plaine du Champ de Mars, considérée par les Romains comme l'une des entrées des Enfers et lieu de culte des divinités infernales, nommée Tarentum.
Dès le XIIIe siècle, on a des traces d'une église dédiée à la Nativité de la Vierge, liée à la paroisse de San Lorenzo in Damaso. Au XVe et au XVIe siècles, l'église était connue comme Santa Maria in Puteo albo, à cause d'une antique margelle de puits en marbre blanc.

### Madonna Vallicelliana
On y conservait une image miraculeuse de la Vierge : une fresque du XIVe siècle, d'abord conservée à l'extérieur. On raconte qu'en 1535, l'image avait saigné, après avoir été frappée par un caillou ; un culte populaire s'en était suivi. En 1574 la fresque fut confiée au recteur de l'église de Vallicella et conservée dans la sacristie, avant d'être placée sur l'autel majeur de la Chiesa Nuova.

## Construction de la Chiesa Nuova
En 1551 saint Philippe Néri fonde la « Congrégation de l'Oratoire », reconnue ensuite par Grégoire XIII en 1575. Dans la bulle de reconnaissance, le pape confiait à la nouvelle congrégation l'église in vallicella, laquelle n'était plus en bon état. L'architecte Matteo Bartolini reçut donc la charge de construire une « église nouvelle » (chiesa nuova). En 1577, fut enfin célébrée la première messe dans le nouvel édifice, doté d'une seule nef et de quatre chapelles de chaque côté, encore couvert d'un toit en bois. L'église et les chapelles furent décorées avec du stuc et du marbre polychrome, selon des projets de Domenico Fontana et Giovanni Antonio Dosio.
En 1586, les travaux furent confiés à Martino Longhi l'Ancien, architecte de confiance du principal commanditaire des travaux, le cardinal Pierdonato Cesi. Après la mort du cardinal, les travaux continuèrent et l'abside de tracé semi-circulaire, le transept et la coupole qui le surmontait furent inaugurés en 1591.
Entre 1594 et 1617, selon un projet de Giacomo della Porta remontant à 1585 et mis en œuvre par Giovan Battista Guerra comme surintendant des travaux, la structure originelle à nef unique fut amplifiée par l'ouverture des chapelles latérales, de façon à laisser l'espace pour deux nefs latérales relativement étroites. On ajouta aussi deux chapelles, une de chaque côté.
Dans la même période, Angelo Celsi, évêque de Todi et frère du cardinal, finançait les travaux de la façade, qui commencèrent aussi en 1594 selon un projet de Fausto Rughesi et se conclurent en 1605, malgré une interruption de 1598 à 1603, l'escalier attenant n'étant terminé qu'en 1614. Le tympan qui couronne la façade sur toute la largeur est sans doute dû à une intervention de Carlo Maderno.
Le campanile fut rajouté en 1666 par Camillo Arcucci. Le côté droit de l'édifice, après l'ouverture de la rue qui le longe, fut recouvert en 1675 de briques par Carlo Rainaldi. La coupole fut modifiée en 1650 par Pietro da Cortona, qui y ajouta une lanterne surmontée d'une petite coupole pour permettre un éclairage intérieur plus vif. Le pavement de marbre fut entièrement refait en 1895.

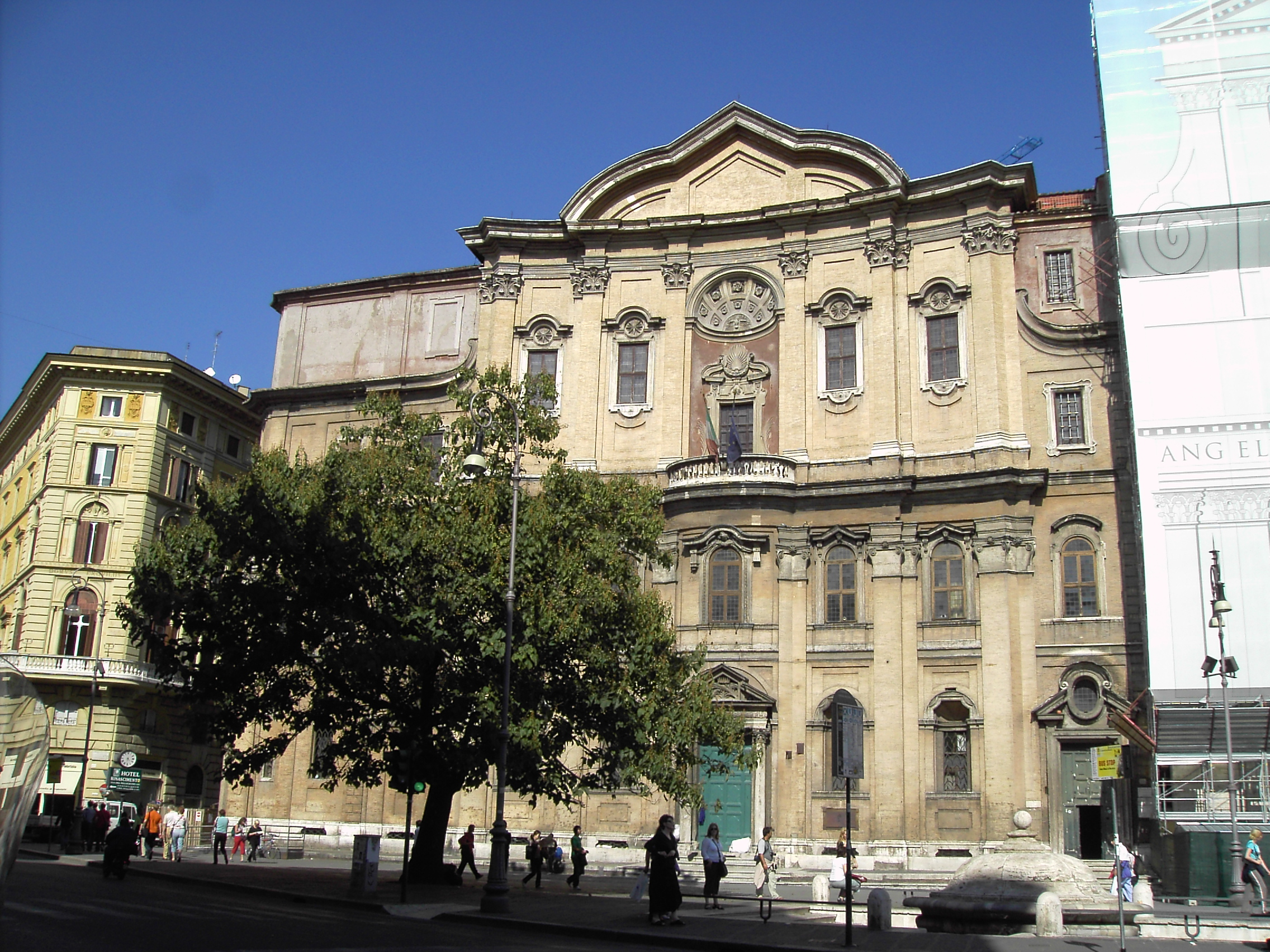
L'Oratoire des Philippins à côté de la Chiesa Nuova (Santa Maria in Vallicella), pendant la restauration de celle-ci en 2005.

Autrefois sur une petite place fermée, l'église et l'Oratoire des Philippins donnent aujourd'hui sur le corso Vittorio Emanuele II depuis sa percée en 1885. Dans le petit espace qui reste se trouvent un monument à Pietro Metastasio et une fontaine (fontaine de la Terrine), déplacée depuis le Campo de' Fiori.

## La façade
La façade présente deux séries de pilastres couplés, ceux qui entourant la porte centrale étant remplacés par des colonnes encastrées. Sur l'entablement du premier niveau, l'inscription rappelle le commanditaire (Angelus Caesius, episc[opus] tudertinus fecit anno Dom[ini] MDCV - "Fait par Angelo Cesio, évêque de Todi, en 1605").
La porte centrale, plus large que les deux latérales, est surmontée, au-dessus de l'entablement du premier niveau, par un tympan, orné de la statue de la Madonna Vallicelliana. Les inscriptions qui ornent les trois portes présentent au centre les noms des deux saints titulaires de l'Église : la Madone et saint Grégoire le Grand (Deiparae Virgini et Gregorio magno), ainsi que le verset du Cantique des Cantiques appliqué à l'Immaculée Conception (tota pulchra es amica mea à gauche et et macula non est in te à droite).
Au niveau supérieur, lié à l'inférieur par deux volutes latérales semblables à celles de la façade de l'église du Gesù, une fenêtre carrée entourée d'un édicule avec un tympan orne le centre, et sur les côtés, deux niches encadrées d'édicules plus petits abritent les statues de saint Grégoire le Grand et de saint Jérôme, réalisées par Giovanni Antonio Paracca.

## Nefs
La nef centrale est flanquée de deux nefs latérales, elles-mêmes agrémentées chacune de cinq chapelles.
Sur les côtés de la nef centrale, au-dessus des arcs permettant la jonction avec les nefs latérales, ainsi que sur la paroi intérieure de la façade, se trouvent quinze toiles ovales dans des cadres dorés, réalisées entre 1697 et 1700, qui représentent l'« Histoire du salut du genre humain » à travers divers épisodes de l'Ancien et du Nouveau Testament.
À partir du fond :
| Paroi de gauche                                                    | Paroi de droite                                                    | (auteur)               |
| La création des anges                                              | La chute des anges rebelles                                        | (Lazzaro Baldi)        |
| La résurrection des morts                                          | Adam et Ève devant Dieu après le péché originel                    | (Giuseppe Ghezzi)      |
| La communion des apôtres                                           | La manne au désert                                                 | (Daniel Seiter)        |
| Madeleine pénitente                                                | Rébecca et Eléazar au puits                                        | (Giuseppe Ghezzi)      |
| Le Christ confie les clés à saint Pierre                           | Moïse brise les tables de la Loi                                   | (Giuseppe Passeri)     |
| L'Immaculée Conception                                             | Judith et Holopherne                                               | (Daniele Seiter)       |
| Le Christ chasse les vendeurs du Temple                            | Les élus d'Israël avec l'Arche d'Alliance                          | (Domenico Parodi (en)) |
| Paroi intérieure de la façade : Prédication de saint Jean Baptiste | Paroi intérieure de la façade : Prédication de saint Jean Baptiste | (Daniele Seiter)       |

Sur la paroi intérieure de la façade, les stucs de Ercole Ferrata représentent les allégories du Mépris du monde et du Silence. Les anges et angelots de la nef latérale, achevés en 1698, sont de Giacomo Lavaggi, Bernardino Cametti, Pietro Balestra, Giuseppe Raffaelli et Michele Maglia.

## Fresques de Pietro da Cortona
La voûte, la coupole et l'abside, originellement juste blanchies selon le désir de saint Filippo Neri, furent ornées de fresques par Pierre de Cortone entre 1647 et 1666.
Sur la voûte, la fresque présente la Madone et saint Philippe Néri et renvoie à l'épisode de la vision de 1576 pendant la construction de l'église : la Madone apparaît en train de soutenir une poutre qui menace de s'écrouler au-dessus de la chapelle où l'on gardait le Saint-Sacrement et la Madonna Vallicelliana pendant les travaux.
Dans l'abside est représentée la Vierge assomptée parmi les anges et les saint ; sur la coupole le Triomphe de la Trinité (Dieu le Père et le Christ sur la coupole et l' « Esprit Saint » dans la lanterne). Sur les côtés de la coupole les prophètes bibliques Jérémie, Ézéchiel, Isaïe et Daniel.

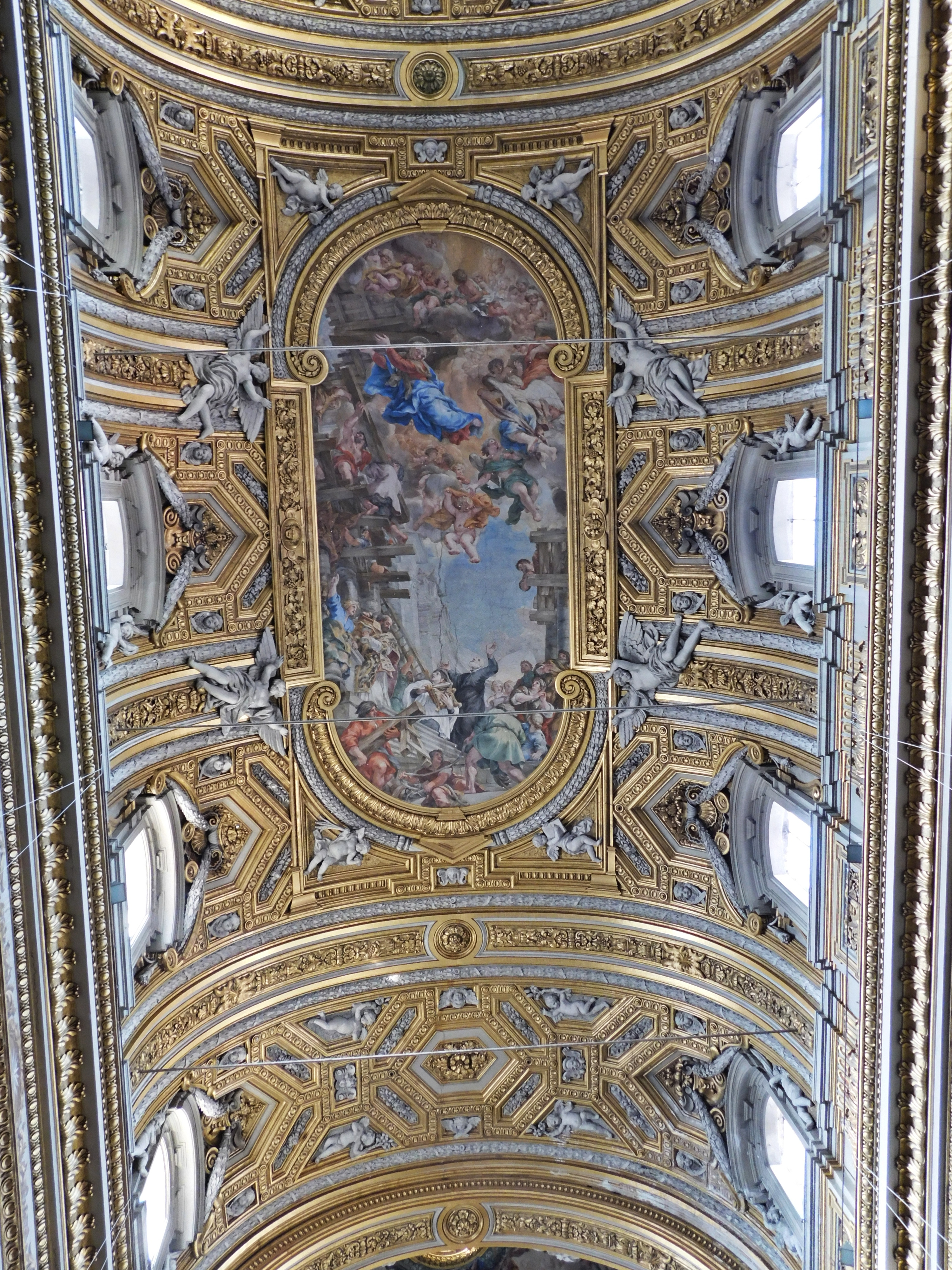
Plafond de la voûte.
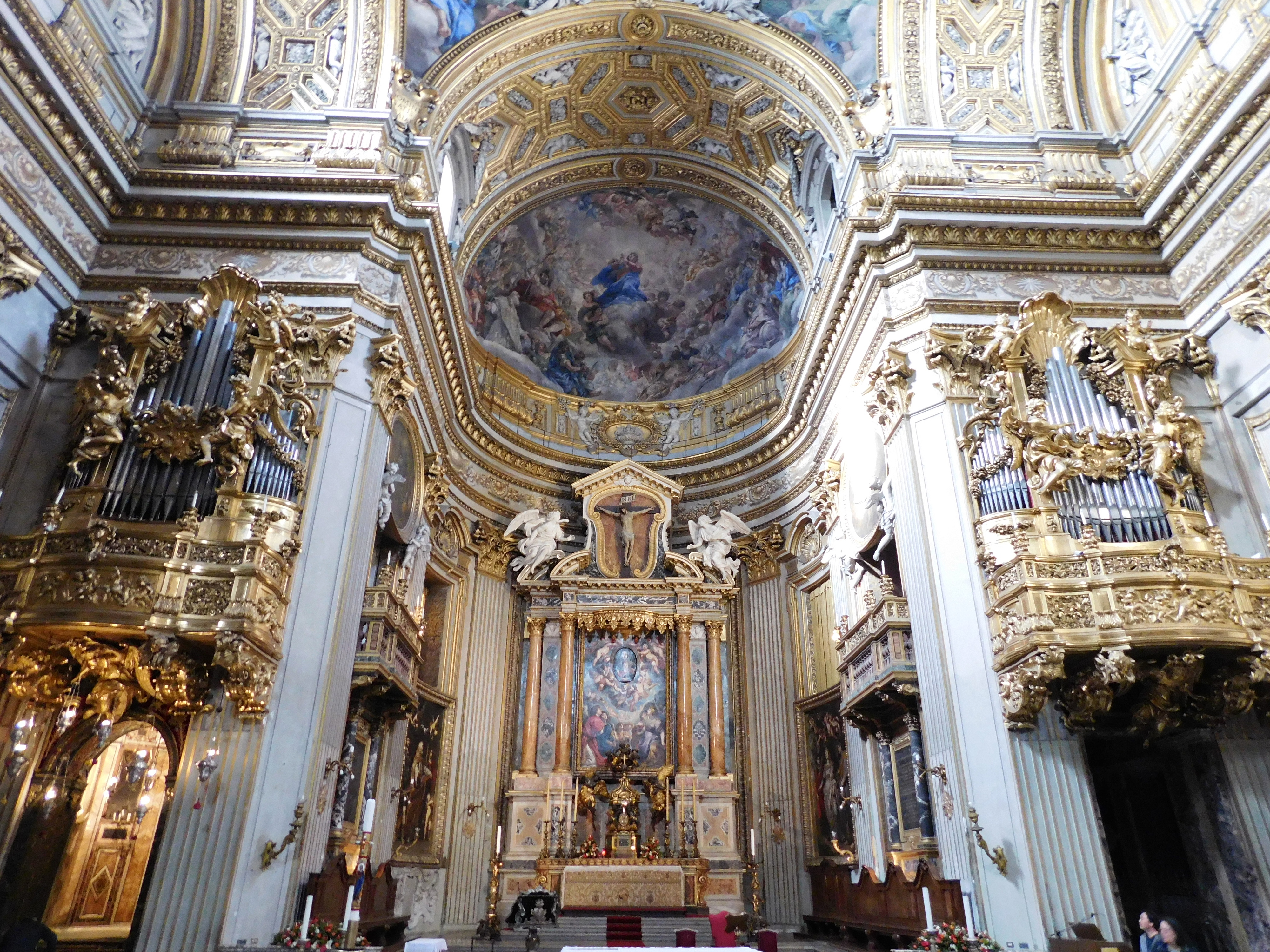
Abside.
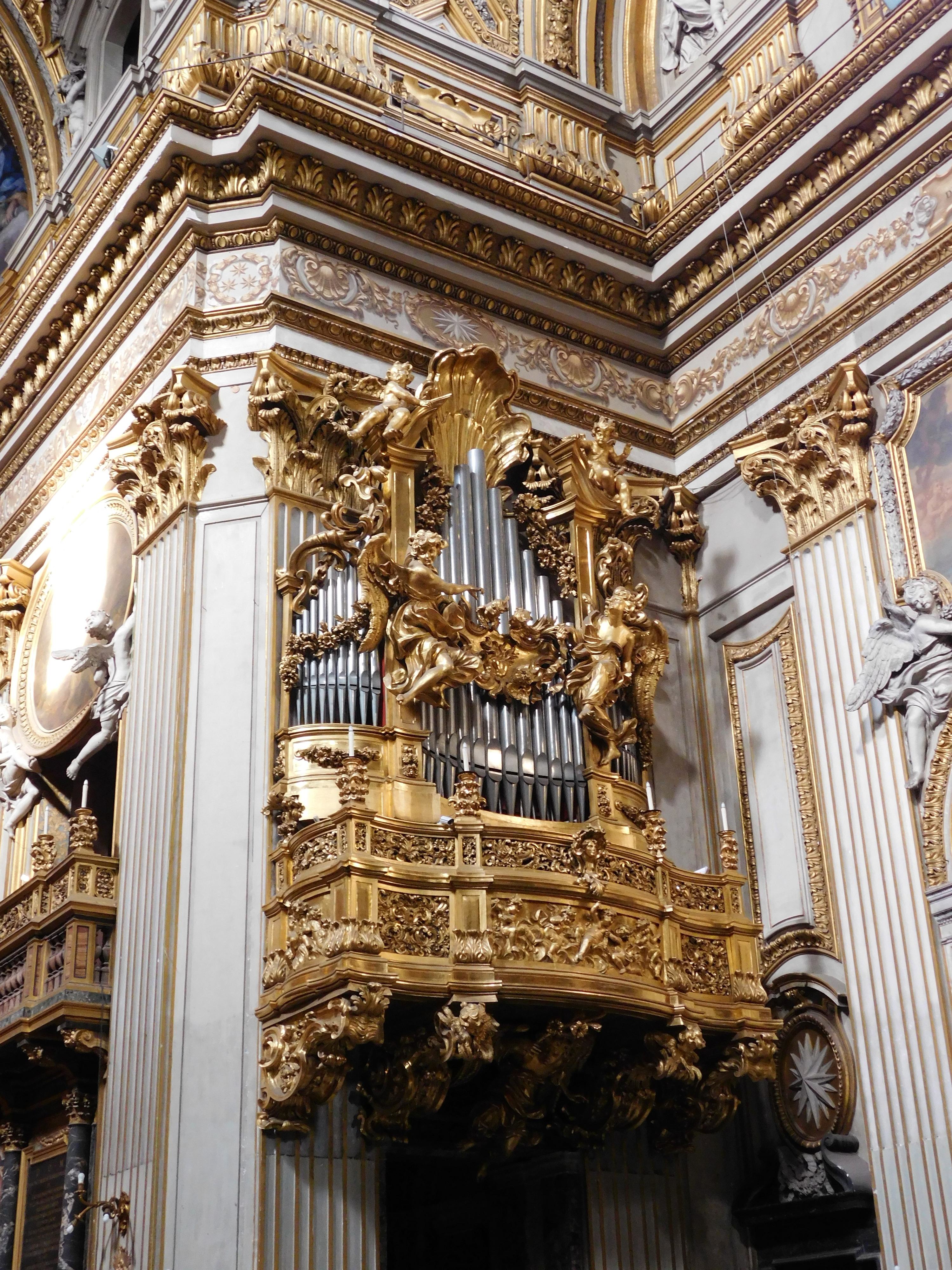
Orgue.

## Transept et presbytérium
Les trois nefs débouchent dans le vaste espace du transept, couvert à la croisée avec la nef centrale de la coupole. Aux extrémités des bras latéraux s'ouvrent deux chapelles, tandis que, sur le fond, s'ouvrent encore deux chapelles à plusieurs pièces, des deux côtés du presbytérium, lui-même clos par l'abside semi-circulaire.
Dans le transept, les décorations en stuc sont de Cosimo Fancelli et Ercole Ferrata ; il s'agit d'allégories de la Foi et de l'Espérance (bras gauche), de la Charité et de la Religion (bras droit).
Dans le bras droit du transept, on a placé dans les années 1920 le pupitre en bois dessiné pour un couvent par Francesco Borromini (1638-1642).
Dans le chœur du presbytérium les parois des stalles remontent à 1640, les sièges eux-mêmes étant de peu postérieurs. Les orgues et les petits chœurs sur les côtés sont ornés de monstrances de bois doré de 1698.

### Autel majeur et peintures de Rubens

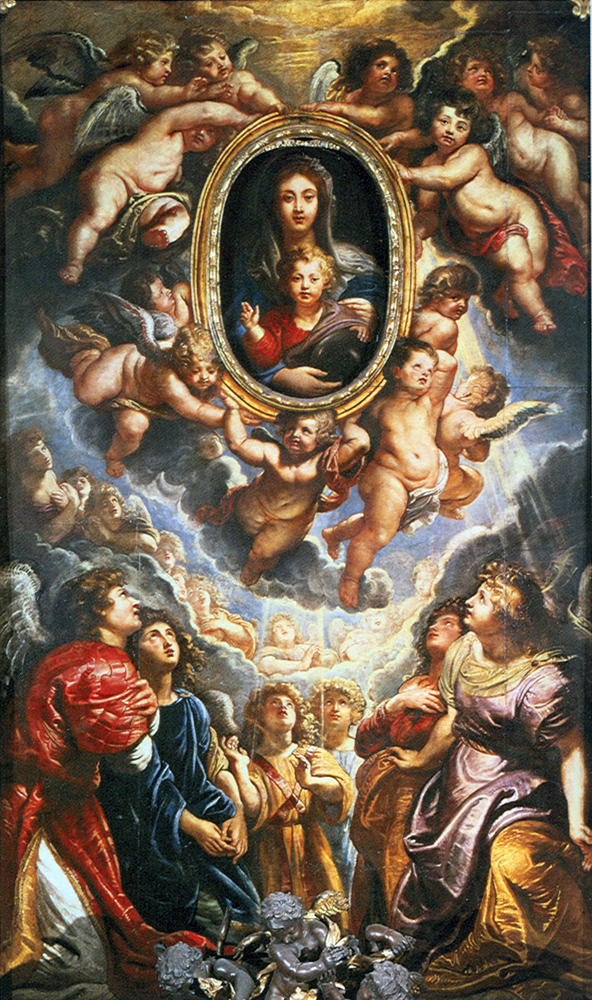
Madonna della Vallicella, Pierre Paul Rubens, 1608, huile sur ardoise.

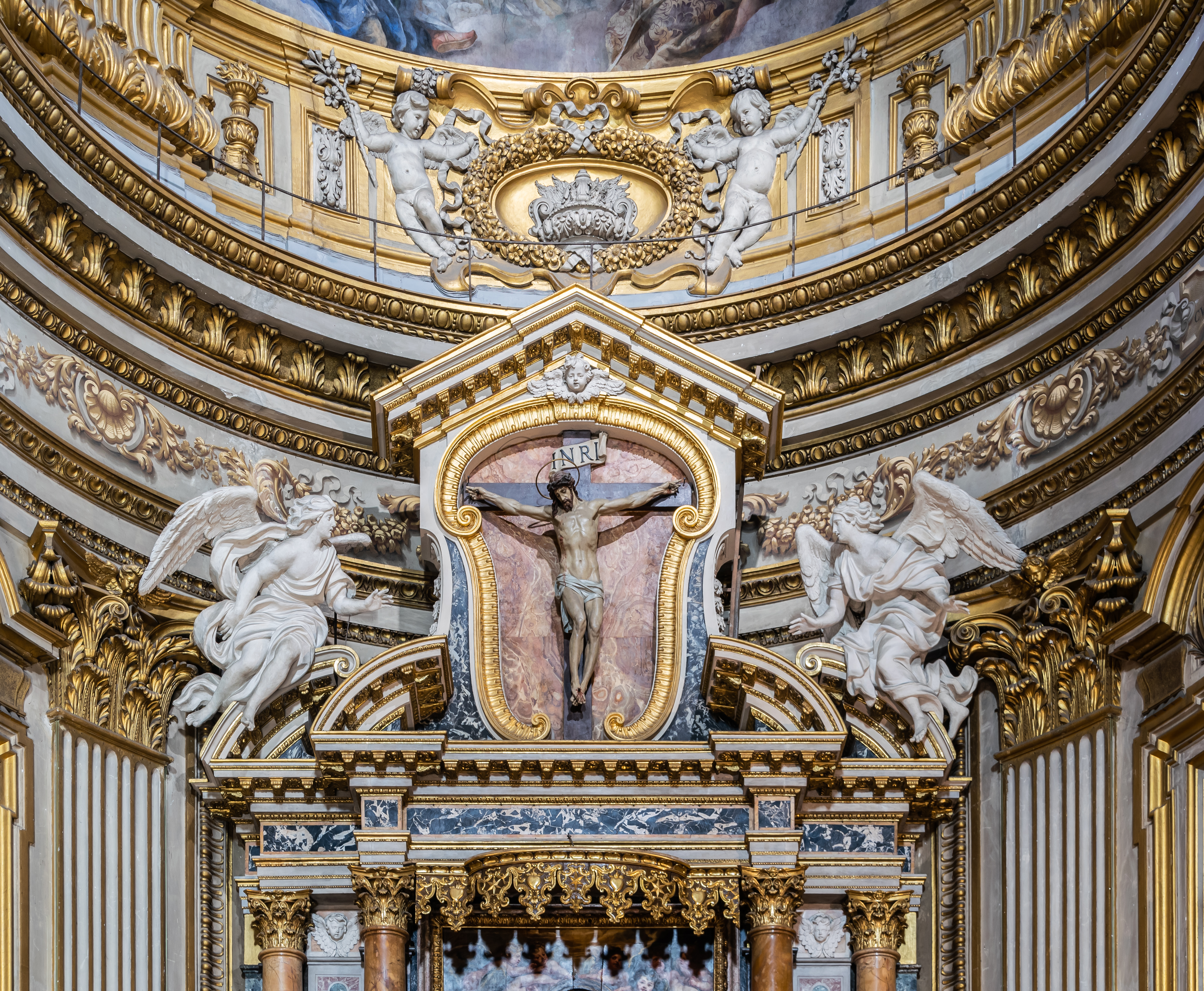
Détails de l'autel de Chiesa Nuova. Novembre 2018.

Sur l'autel majeur, construit entre 1596 et 1599, devait se trouver une toile de la « Nativité » de Federico Barocci, qui ne fut jamais exécutée.
En 1608 on décida d'y placer l'image miraculeuse de la « Madonna Vallicelliana », qui fut insérée dans une décoration en ardoise, peinte par Rubens avec des cercles concentriques d'« Anges et chérubins adorants », disposés autour d'une niche pour l'image vénérée. Cette statue était elle-même protégée par une plaque de cuivre, peinte également par Rubens avec une « Madone avec enfant qui bénit », plaque qui peut s'enlever, grâce à un système de cordes et poulies, afin d'exposer l'image à la vénération.
Sur les parois latérales du presbytérium deux autres peintures de Rubens, réalisées également sur ardoise, représentent « Saint Grégoire le Grand, Papias et saint Maur » (paroi de gauche) et « Sainte Flavie Domitille, saint Nérée et saint Achille » (paroi de droite).
Le mécène de ce grand ensemble pictural fut le cardinal Federico Borromeo, archevêque de Milan.
Au-dessus du tympan surplombant l'autel un édicule abrite un « Crucifix » en bois polychrome de Guillaume Berthelot, daté de 1615. En 1697 on ajouta encore deux statues d'« Anges », par Francesco Maratti (en).
Le tabernacle de l'autel, en bronze doré, avec des anges en vol, fut réalisé en 1672 par Ciro Ferri.

## Chapelles des nefs
Les chapelles donnaient initialement sur la grand nef, seule à l'origine ; quand on rajouta les deux nefs latérales, les chapelles furent toutes reconstruites, entre 1594 et 1606.

### Chapelle de la Purification
C'est la première chapelle de la nef de gauche.
Confiée en parrainage à Fabrizio et Cesare Mezzabarba, de Pavie, elle avait été destinée à l'exposition de l'image miraculeuse de la Madonna Vallicelliana. Lors des travaux de reconstruction, le parrainage passa au cardinal Agostino Cusani et en 1854 aux comtes Polidori.
La décoration en stuc datant d'après la reconstruction est due à Stefano Longo, les cadres des fresques dans la voûte ont été achevés en 1620 par le Cavalier d'Arpin (Saint Ambroise, Saint Augustin et Sainte Monique). Les fresques, abîmées, ont subi une restauration en 1885.
La décoration de l'autel est une toile de 1627, également du Cavalier d'Arpin : la Purification de la Vierge.

### Chapelle des Mages ou de l'Épiphanie
C'est la deuxième chapelle de la nef de gauche.
Elle fut confiée en parrainage à Porzio Ceva, notaire de la Camera Apostolica, en 1578.
La décoration de l'autel, œuvre de Cesare Nebbia en 1578, représente l'« Adoration des Mages ».
Après la reconstruction, la nouvelle décoration de la chapelle, avec du marbre polychrome et du stuc sur la voûte, fut encore confiée à Stefano Longo et achevée en 1619, reprenant les motifs de la chapelle de la Purification. Les fresques de la voûte, en mauvais état, furent probablement achevées en 1625 par Baccio Ciarpi (en).

### Chapelle de la Nativité
C'est la troisième chapelle de la nef de gauche.
Elle fut confiée en parrainage à Silvio Antoniano, futur cardinal, en 1580.
Le tableau sur l'autel, dû à Durante Alberti, représente l'« Adoration des bergers » (daté d'avant 1590). Après la reconstruction, la chapelle fut décorée de stucs (Giovanni Guerra) et de fresques (Niccolò Pomarancio), perdues.

### Chapelle de la Visitation
C'est la quatrième chapelle de la nef de gauche.
Elle fut confiée en parrainage à Francesco Pizzamiglio, Vénitien, en 1582. Au milieu du XVIIIe siècle elle revint à Filippo Sicurani.
La décoration de l'autel, due à Federico Barocci, date de 1586. Elle représente la Visitation et était particulièrement appréciée par Philippe Néri.
Après la reconstruction, qui ne s'acheva qu'en 1611, la décoration en stuc fut réalisée jusqu'en 1617 et, l'année suivante, furent commandées les fresques de Carlo Saraceni (Saint Matthieu, Saint Jean l'Évangéliste et Saint Jean Baptiste, cette dernière disparue).

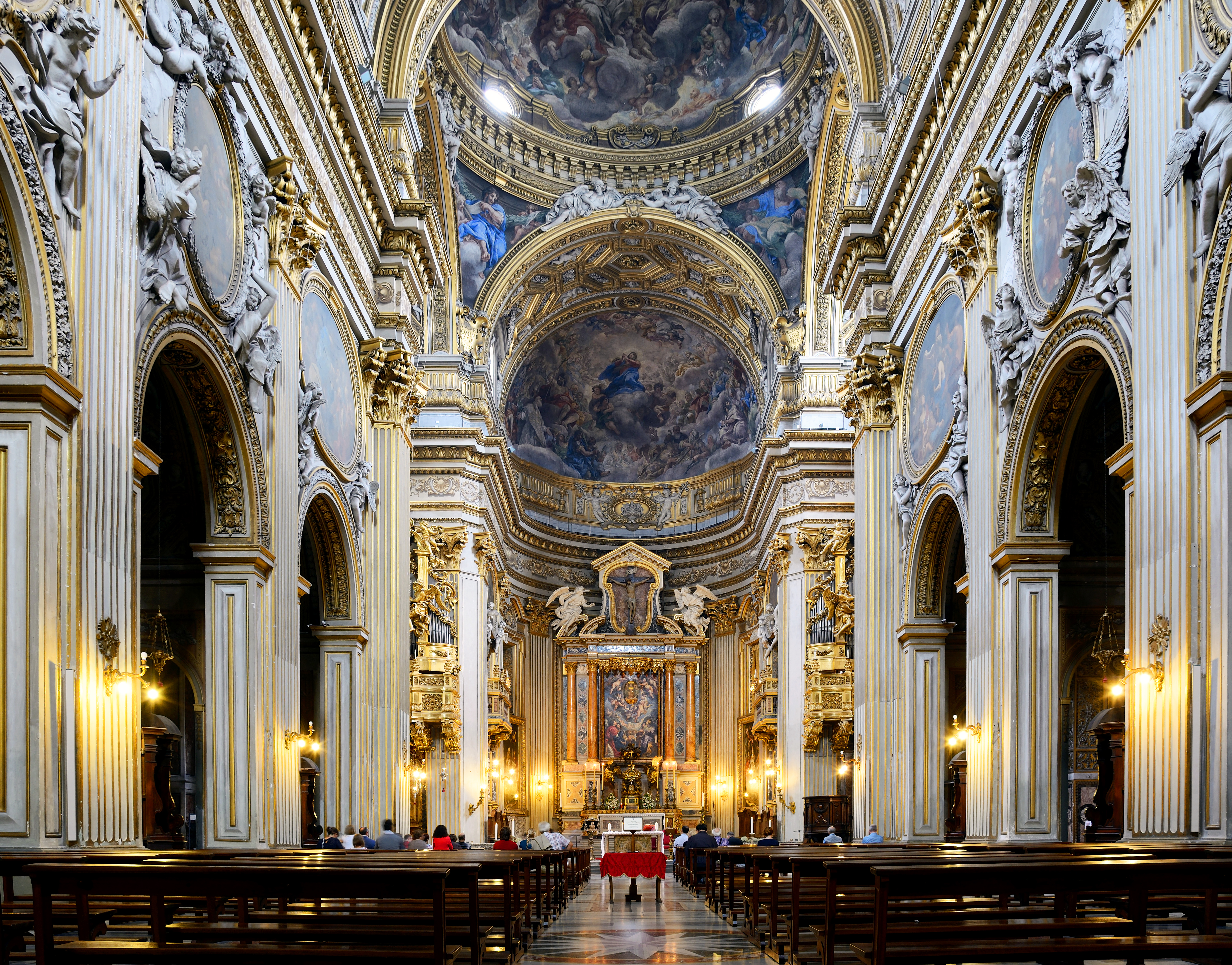
Chiesa Nuova : nef centrale.

### Chapelle de l'Annonciation
Cinquième chapelle de la nef de gauche, elle fut confiée au parrainage des Ruspoli, banquiers florentins, en 1589.
En 1591, la décoration originale des fresques fut terminée, par Andrea Lilio ; il en subsiste celle de l'arc (Annonce de la nativité de la Vierge à Joachim et Anne, Rébecca au puits, Rachel cache les idoles, l'Immaculée Conception, Grappe de la terre promise, l'Épouse du Cantique des Cantiques et l'Épouse entre dans la salle du banquet). La décoration de l'autel, terminée la même année, et représentant l'Annonciation, est une œuvre de Domenico Cresti (dit le « Passignano »).
Au vu de leur mauvais état, les fresques furent remplacées par des décorations de marbres polychromes et de stuc, selon une commande de 1662.

### Chapelle du Crucifix
C'est la première chapelle de la nef de droite. Elle futc onfiée au parrainage de Camillo Caetani, patriarche d'Alexandrie, puis de Paolo Paganino, de Modène, ensuite de la famille Rossi et enfin, en 1746, au marquis Giacomo Vettori.
La décoration de l'autel, par Scipione Pulzone, représente le Crucifix : elle fut achevée peu avant 1586.
Sous le parrainage de Paganino et après la reconstruction, la décoration fut refaite en 1621, avec du stuc dans l'arc (décorations exécutées par Stefano Longo : allégories de la Justice et de la Force) et dans la voûte, où l'on voit des fresques à l'huile de Giovanni Lanfranco (Couronnement d'épines, Flagellation et Prière au jardin).

### Chapelle de la Pietà
C'est la deuxième chapelle de la nef de droite.
Elle fut confiée au parrainage de Pietro Vittrici,  « garde-robe du pape », puis à Ermete Cavalletti.
Après la reconstruction, elle fut décorée de marbre polychrome et de stuc (1612) ainsi que de fresques d'Angelo Caroselli (Suaire dans l'arc et Pietà entre David et Isaïe dans la voûte).
Sur l'autel avait été placée la Mise au tombeau du Christ du Caravage (1602), qui fut volée par les Français en 1797 et remplacée par une copie de Michele Koeck ; après la restitution de l'original, elle a été conservée dans la Pinacothèque des Musées du Vatican.

### Chapelle de l'Ascension
C'est la troisième chapelle de la nef de droite. Elle fut confiée au parrainage de Tiberio Ceuli, banquier romain, en 1581. En 1868 le parrainage revint à la famille De Villanova Castellacci.
La décoration de l'autel représentant l'« Ascension » est due à Girolamo Muziano, avant 1587.
Après la reconstruction elle fut décorée de marbres polychromes et de stuc, et consacrée en 1607. Les fresques furent exécutées par Benedetto Piccioli (en) après 1624 (San Coprete, Saint Alexandre et San Patermuzio).

### Chapelle de la Pentecôte
C'est la quatrième chapelle de la nef droite.
Elle fut confiée en 1579 à Vincenzo Lavaiana, banquier de Pise, qui la céda, au moment de la restructuration, à Diego del Campo, Flamand, camérier secret du pape. En 1728 le parrainage passa au comte Pierre Giraud.
La décoration de la voûte (Les sept chandeliers, Le baptême du Christ et Moïse avec les tables de la Loi), achevée en 1602, est due à Egidio della Riviera.
La décoration d'origine était une Descente de l'Esprit Saint du peintre flamand Wensel Cobergher (1607), mais elle fut remplacée en 1689 par l'actuelle, une toile de Giovanni Maria Morandi sur le même sujet.

### Chapelle Pinelli
C'est la cinquième chapelle de la nef droite. Elle fut confiée au financement du banquier génois Giovanni Agostino Pinelli, trésorier du pape.
Il s'agit encore principalement de la décoration originelle en stuc, qui date de 1587, selon un projet de Giacomo della Porta.
On y trouve aussi des fresques de Aurelio Lomi :
- Scènes de la vie de la Vierge et Scènes de l'enfance de Jésus sous l'arche,
- Dormitio Virginis, Couronnement de la Vierge Marie et Funérailles de la Madone sur la voûte
- Rébecca et Eléazar et Yaël et Sisera sur les parois.

La décoration originelle de l'autel, avec l'Assomption et les apôtres de Giuseppe Ghezzi, fut remplacée au milieu du XVIIe siècle par une toile sur le même sujet de Giovanni Domenico Cerrini.

## Chapelles du transept
Les deux chapelles aux extrémités du transept furent modifiées en reculant l'ensemble, comme pour les chapelles des nefs latérales : ces travaux prirent place en 1634 pour la chapelle de la Présentation.

### Chapelle de la Présentation de la Vierge
À l'extrémité gauche du transept, elle fut construite en 1589 aux frais de l'évêque Angelo Celsi. Sa décoration est due à Martino Longhi l'ancien en 1591 avec des marbres polychromes et deux colonnes de marbre vert à l'autel.
En 1592 les deux niches reçurent les statues de saint Pierre et saint Paul, œuvres de Giovanni Antonio Paracca, et en 1603 la décoration de l'autel fut mise en place : "Présentation de Marie au Temple" de Federico Barocci.
Après les travaux de modification, la décoration des fresques sur la voûte fut refaite, avec les histoires d'Anne, Elcana et Samuel, de Alessandro Salucci (en).

### Chapelle du Couronnement de la Vierge
À l'extrémité droite du transept, elle fut confiée en 1591 à Alessandro Glorieri, nonce apostolique à Naples.
En 1592 on en construisit l'autel majeur, avec des colonnes de marbre vert analogues à celles de la chapelle de la Présentation en face. La chapelle est consacrée en 1594, une fois réalisée sa décoration très élaborée, en marbres polychromes. Les niches abritent deux statues, de "Saint Jean Baptiste" et "Saint Jean l'Évangéliste", dues à Flaminio Vacca.
La décoration de l'autel, représentant le Couronnement de la Vierge, peinte par le Cavalier d'Arpin, avait été terminée en 1615, mais fut retouchée deux ans plus tard par le même auteur, à la requête de la congrégation.

### Chapelle de saint Philippe Néri
À gauche du presbyterium, elle est précédée d'un vestibule ovale de Luca Berrettini. Construite entre 1600 et 1606 aux frais de Neri Del Nero, parent du saint, selon un projet d'Onorio Longhi, elle est décorée de marbre et de matériaux précieux (marbre, albâtre, jaspe, nacre, lapis-lazuli, corail, onyx, agate et améthyste).
La coupole et la lanterne au-dessus de l'autel sont de Pietro da Cortona (1650).
Sur les parois et la voûte sont placées des toiles de Cristoforo Roncalli, dit le Pomarancio, réalisées entre 1596 et 1599 (peut-être remplacées par une deuxième série du même peintre en 1620). Elles représentent des scènes de la vie du saint (Philippe ose chanter les anges, Philippe guérit Clément VIII, Philippe sauve un disciple de la noyade, Philippe en extase auprès d'un malade, Philippe choit dans une cave et est sauvé par un ange, Philippe en extase en vêtements sacerdotaux, Mort de Philippe, Aumône de Philippe à l'ange, Philippe ressuscite Paolo Massimo, Saint Jean Baptiste apparaît à Philippe).
Pour l'autel fut réalisé le tableau de Guido Reni présentant Saint Philippe Néri et la Madone de la Vallicella, déplacé ensuite au couvent et remplacé ici par une mosaïque sur le même sujet, de Vincenzo Castellan (1765-1774).
L'autel est constitué autour d'une urne de cristal conservant le corps du saint, avec un masque d'argent, tandis que les décorations ont été modifiées jusqu'au XIXe siècle.

### Chapelle de Saint Charles Borromée
Elle est située à droite du presbyterium.

L'idée d'une chapelle dédiée à saint Charles Borromée était en discussion depuis 1604, avec l'appui du cardinal Federico Borromeo, mais il ne fut possible de réaliser ce projet qu'à partir de 1663, grâce au marquis Orazio Spada. Le projet de Camillo Arcucci avec trois pièces successives, somptueusement décorées, fut achevé en 1679.
La première pièce, un vestibule octogonal, est ornée de plaques de marbre noir, installées en 1733, en mémoire des membres de la famille bienfaitrice.
La pièce centrale, elliptique et couverte d'une voûte, fut réalisée par Giuseppe Brusati Arcucci, neveu de l'architecte, avec l'aide de Carlo Rainaldi. Elle comporte quatre niches encadrées de colonnes qui auraient dû contenir des statues.
La décoration (Gloire avec la devise de Saint Charles, Humilitas, de 1667, des « Anges » et quatre médaillons avec l'Attentat contre saint Charles, les Saints Charles, Philippe Néri et Felix de Cantalice, la Prière commune de saint Charles et de saint Philippe et la Rencontre de saint Charles et de saint Philippe) est due à Giovan Francesco De Rossi. Au sol, on voit le blason de la famille Spada et sur les parois, des tableaux de Luigi Pellegrini Scaramuccia de 1673 (l’Aumône de saint Charles et Saint Charles parmi les pestiférés).
La dernière pièce contient l'autel avec sa décoration de Carlo Maratti (la Madone et l'enfant Jésus entre les saints Charles Borromée et Ignace de Loyola, de 1672-1679). La fresque sur la voûte, avec l’Esprit Saint, fut réalisée en 1729.

## Source
- (it) Cet article est partiellement ou en totalité issu de l’article de Wikipédia en italien intitulé « Chiesa Nuova » (voir la liste des auteurs).